# Șestina Hallstattului
Șestina Hallstattului este un cuvânt folosit în arheologie care numește o parte tot timpul plată pe graficele care descriu datarea cu radiocarbon în raport cu datele calendaristice. Datele de radiocarbon din jurul lui 2450 ÎP (înainte de prezent) se calibrează totdeauna în jurul 800–400 î.Hr., oricât de precisă este măsurarea. Șestina asta mare împiedică datarea cu carbon 14 într-o epocă de mare seamă pentru dezvoltărea tehnologică a omenirii. Chiar înainte și după șestină, calibrarea este exactă; în timpul șestinei, numai tehnicile cum ar fi potrivirea încovoierilor pot da date calendaristice folositoare. Șestina este numită după răstimpul culturii Hallstatt din Europa centrală care se desfășoară în aceeași vreme.

## Potrivirea încovoierilor
Potrivirea încovoierilor înseamnă să se ia un șir de date de radiocarbon în care cunoștințele de dinainte despre datele calendaristice adevărate ale probelor pot fi înfățișate ca deosebirile de vârstă cunoscute între aceste mostre, sau, uneori, ca deosebirile de vârstă cu o mică nesiguranță. Șirul de date radiocarbon poate fi apoi potrivit cu curba de calibrare pentru a da o socotire oarecum precisă a vârstei. Când rezultatele sunt înfățișate pe un grafic, „mișcările” din bucata de date de radiocarbon luată ca mostră se potrivesc cu „încovoierile” curbei de calibrare - de unde vine și numele.

## Urmările șestinei
Unii arheologi și cronologi numesc șestina Hallstatt drept „nenorocirea radiocarbonului din mileniul I î.Hr.”. Peter James (istoric) îl citează pe Mike Baillie (care a dezvoltat dendrocronologia irlandeză a stejarului): „Concluzia nemijlocită este că nu-i cu putință să se dezlege în vreun fel cuvenit datele de radiocarbon ale vreunei mostre la care vârsta adevărată e undeva între 400 și 800 î.Hr. Aceasta este o nenorocire pentru arheologia epocii târzii a bronzului / epoca fierului, deși e una care a fost prezisă de ceva vreme."

## Trimiteri
1. ↑  Van der Plicht RADIOCARBON, THE CALIBRATION CURVE http://cio.eldoc.ub.rug.nl/FILES/root/2004/NATOSciIVvdPlicht/2004NATOSciIVvdPlicht.pdf Arhivat în 24 iulie 2011, la Wayback Machine.
2. ↑  Millard, A.R.  Comment on article by Blackwell and Buck în Bayesian Analysis, 2008, vol. 3, nr. 2, p. 225-422 ISSN 1936-0975/1931-6690 https://projecteuclid.org/download/pdf_1/euclid.ba/1340370546
3. ↑  Peter James (istoric), Thorpe, Kokkinos, Morkot et al Centuries of Darkness: A Challenge to the Conventional Chronology of Old World Archaeology Rutgers University Press, New Brunswick, NJ., 1993, ISBN: 0-8135-1950-0 (hardcover), ISBN: 0-8135-1951-9 (paperback); originally published by Jonathan Cape, London, 1991, ISBN: 0-224-02647-X Appendix 1 Dendrochronology & Radiocarbon dating